# Mithrim
Mithrim es una región ficticia perteneciente al legendarium creado por el escritor británico J. R. R. Tolkien. Estaba ubicada en el sureste de Hithlum, en Beleriand. Mithrim hace la curva hacia el oeste, por ello las fronteras están marcadas por las Montañas de Mithrim, que son un brazo largo de las Montañas de las Sombras, lo que la hace un sitio bastante seguro para habitar, a pesar de su cercanía a Angband. Es una región regada por muchos ríos que nacen en las montañas mismas. 
Allí, antes de la llegada de los Noldor, habitaban los elfos Sindar conocidos como elfos Mithrim, quienes trabaron amistad con los elfos de Fëanor cuando llegaron e instalaron su campamento en el Lago Mithrim. En los campos de Mithrim se libró, en parte, la segunda batalla de las Guerras de Beleriand, la “Batalla Bajo las Estrellas o Dagor-nuin-Giliath, en donde resultó muerto, por Gothmog, Señor de los Balrogs, el rey Fëanor.

## Algunos lugares de Mithrim

### Lago Mithrim
Se extiende desde las Montañas de Mithrim hacia el este, en el norte de la región, de forma paralela a las Ered Wethrin después de su cambio de sentido hacia el oeste. Sus aguas son alimentadas por muchos ríos y en el mapa del Silmarillion se ven cuatro importantes pero sin nombre; tres de ellos nacen en las Montañas de las Sombras. Allí los Noldor de Fëanor instalaron su campamento tras su paso por Losgar.

### Androth
Se llamó Androth a las cavernas de las Colinas de Mithrim construidas por los Noldor de Turgon. Ubicadas en el centro-norte de las Montañas y comunicaba Mithrim con Dor-Lómin. Allí fue donde se refugiaron los Elfos grises luego de la toma de Hithlum en la Dagor Bragollach y donde Tuor fue criado por el elfo gris Annael; allí también Tuor se ocultó por un tiempo y hostigó a los orientales.